# رود کوهرنگ
رودخانه کوهرنگ بختیاری سرشاخه اصلی کارون است که از ارتفاعات زردکوه از کوهای بختیاری در شهرستان کوهرنگ و استان چهارمحال و بختیاری سرچشمه گرفته و به رود کارون می‌ریزد.
بخشی قابل توجه ای از رودخانه کوهرنگ توسط تونل‌های کوهرنگ به سمت زاینده رود منحرف شده‌است و بخش دیگر پس از پیوستن به آب دیگری به نام «شیخ علی‌خان» و «دوآب صمصامی»، پس از طی مسیری در نزدیکی منطقه بهشت آباد با آب کیار درهم می‌آمیزد و کارون کوچک شکل می‌گیرد. از این محل به بعد، با طی مسیری رود کوهرنگ و رود بازفت با هم پیوند می‌خورند و رود کارون را تشکیل می‌دهند. مساحت حوضه آبریز رود کوهرنگ از چلگرد تا شهر کاج (محل رسیدن به رودخانه بهشت آباد) حدود ۱۱۹۰ کیلومتر مربع می‌باشد.